# Dendropsophus timbeba
Dendropsophus timbeba é uma espécie de anfíbio da família Hylidae.
Pode ser encontrada nos seguintes países: Brasil, possivelmente Bolívia e possivelmente em Peru.
Os seus habitats naturais são: florestas subtropicais ou tropicais húmidas de baixa altitude, marismas intermitentes de água doce, jardins rurais e florestas secundárias altamente degradadas.